# Нове Ільїнське
Нове Ільї́нське (рос. Новое Ильинское) — село у складі Петуховського округу Курганської області, Росія.
Населення — 318 осіб (2010, 405 у 2002).
Національний склад станом на 2002 рік:
- росіяни — 97 %